# Main Street U.S.A.

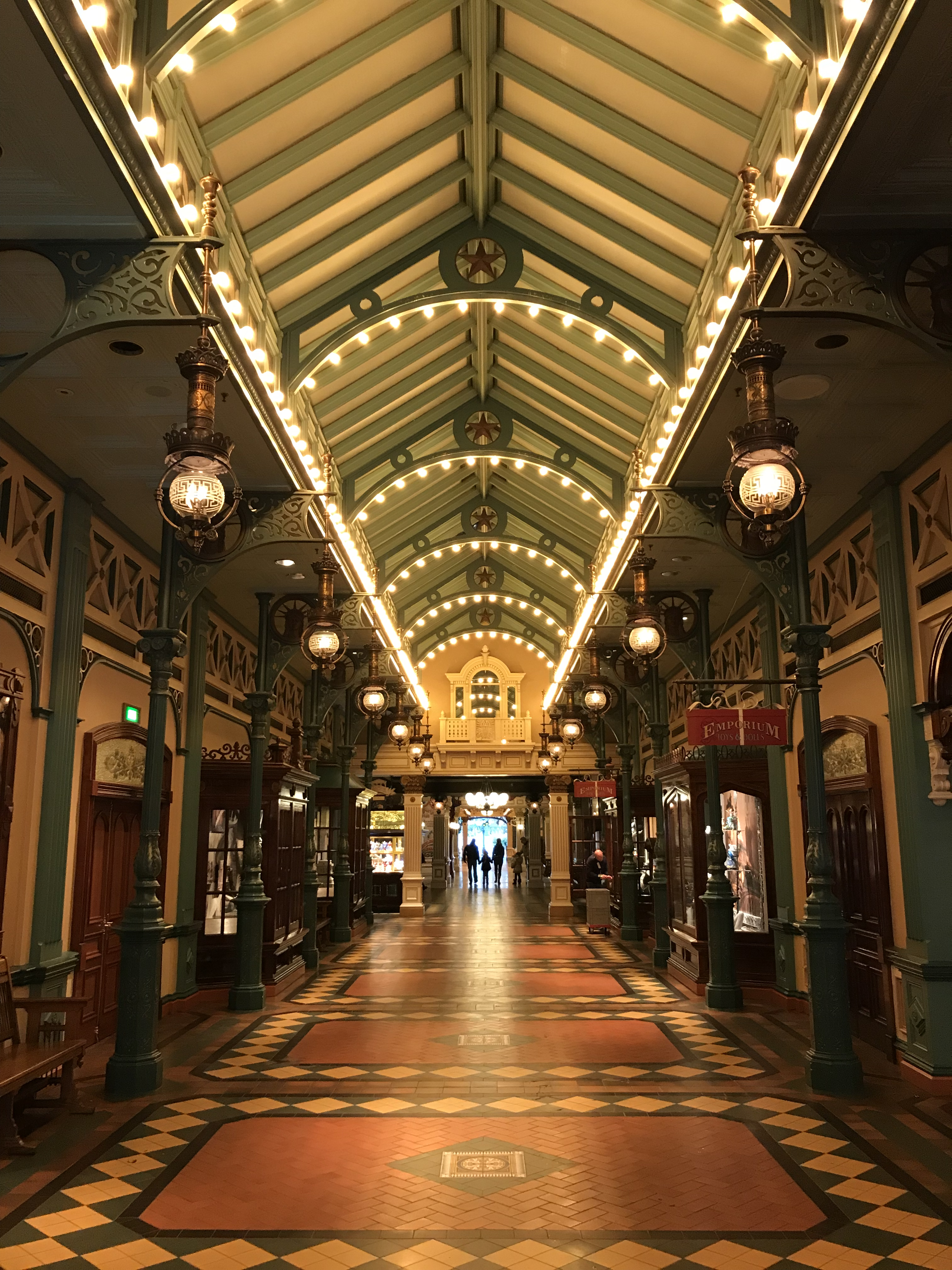
De Liberty Arcade, een van de twee overdekte arcades die parallel aan Main Street, U.S.A. in het Disneyland Park in Parijs lopen

Main Street, U.S.A. of kortweg Main Street is een themagebied dat in de meeste Disneyland-attractieparken te vinden is. Het vormt de entré van deze parkeren en is daarmee het eerste stuk waar de bezoekers doorheen lopen. Deze hoofdstraat ademt de sfeer van een Amerikaans stadje rond 1920 met souvenirwinkels en restaurants. Ook worden er parades gehouden. De gebouwen zijn met name in victoriaanse architectuur gebouwd. Main Street is te vinden in het Disneyland Park in Anaheim, het Magic Kingdom, het Disneyland Park in Parijs en Hong Kong Disneyland. In Tokyo Disneyland is hij aanwezig als de World Bazaar en is hij volledig overdekt. In Shanghai Disneyland wordt een iets ander concept gebruikt met de naam Mickey Avenue.
Men heeft geprobeerd om een sfeer te creëren als die in het begin van de 20e eeuw in Amerika. Een "main street" is een begrip dat vaak wordt gebruikt om de hoofdweg van een park of stad aan te duiden. Deze zitten, vooral in Amerika, vaak vol met winkeltjes en eetzaakjes. Aan het eind van Main Street U.S.A. kijkt men uit op het centaal in het park gelegen sprookjeskasteel.
Men kan lopend, in een oude auto of een paardentram (de zogenaamde Horse Drawn Streetcars) Main Street, U.S.A. bezoeken. Elke dag komt hier ook een parade langs, die varieert van seizoen tot seizoen. Het is een traditie in Disney Parken om als eerbetoon aan de Imagineers die als eersten hebben geholpen het betreffende Disney Park te ontwerpen, hun namen te schilderen op de vensters van Main Street, U.S.A.

## Main Street in Disneyland Parijs
In het Disneyland Park in Parijs is in de Liberty Arcade in Main Street U.S.A. een tentoonstelling over het Vrijheidsbeeld dat in New York staat. Temeer over de schepping van het Vrijheidsbeeld door de Franse beeldhouwer Bartholdi en de inwijding ervan in 1886, toen Frankrijk het aan de Verenigde Staten aanbood. Een tweede tentoonstelling gaat over het Ferris Wheel dat in 1893 werd gebouwd voor de World's Columbian Exposition in Chicago.
De namen van de Imagineers zijn in dit park te vinden op de vensters van de tandartspraktijk bij de ingang van Main Street, U.S.A. Aan het eind van Main Street kijkt men uit op Le Château de la Belle au Bois Dormant.
Als eerbetoon aan Walt Disney ontworpen de Imagineers speciaal voor Main Street, U.S.A. in Parijs Walt's – An American Restaurant, een van de tafelbedieningsrestaurants van het park. De lobby van het restaurant wemelt van voorwerpen die herinneren aan Walt Disney waaronder zijn borstbeeld, foto's en een vogelkooi met een mechanisch vogeltje, verwijzend naar een aankoop van Walt Disney in New Orleans onderweg naar Atlanta in 1946.

### Faciliteiten
In het parkdeel in Disneyland Park in Parijs zijn de volgende faciliteiten te vinden:
| Attracties    | Disneyland Railroad · Horse-Drawn Streetcars · Main Street Vehicles |
| Entertainment | Disney Stars on Parade · Meet 'n' Greet with Donald or friends · Meet 'n' Greet with Minnie or friends |
| Restaurants   | Cable Car Bake Shop · Casey's Corner · Cookie Kitchen · The Gibson Girl Ice Cream Parlour · The Ice Cream Company · Market House Deli · Plaza Gardens Restaurant · Victoria's Home-Style Restaurant · Walt's - An American Restaurant |
| Winkels       | Bixby Babies · Boardwalk Candy Palace · Dapper Dan's Hair Cuts · Disneyana Collectibles · Disney Clothiers, Ltd. · Disney & Co. · Emporium · Harrington's Fine China & Porcelains · Lilly's Boutique · Main Street Motors · New Century Notions Flora's Unique Boutique · Plaza East Boutique · Plaza West Boutique · The Storybook Store · Stroller and Wheelchair Rentals |